# Lido di Venezia: biotopi litoranei
Lido di Venezia: biotopi litoranei este o arie protejată (arie specială de conservare — SAC, sit de importanță comunitară — SCI, arie de protecție specială avifaunistică — SPA) din Italia întinsă pe o suprafață de 166 ha, integral pe uscat.

## Localizare
Centrul sitului Lido di Venezia: biotopi litoranei este situat la coordonatele 45°20′26″N 12°19′19″E / 45.3405°N 12.321942°E.

## Înființare
Situl Lido di Venezia: biotopi litoranei a fost declarat sit de importanță comunitară în septembrie 1995 pentru a proteja 2 specii de plante și 12 specii de animale. Alte tipuri de protecție:
- arie de protecție specială avifaunistică (în februarie 2008)
- arie specială de conservare (în iulie 2018)[1][2][3]

## Biodiversitate
Situată în ecoregiunea continentală, aria protejată conține 7 habitate naturale: Dune împădurite cu Pinus pinea și/sau Pinus pinaster, Dune mobile cu vegetație embrionară, Dune mobile de-a lungul țărmului cu Ammophila arenaria („dune albe”), Dune de coastă fixe cu vegetație erbacee („dune gri”), Dune cu vegetație ierboasă Malcolmietalia, Vegetație anuală la limita mareei, Pajiști umede mediteraneene cu ierburi înalte de Molinio-Holoschoenion.
La baza desemnării sitului se află mai multe specii protejate:
- plante (2): Salicornia veneta, Stipa veneta
- păsări (12): pescăruș albastru (Alcedo atthis), caprimulg (Caprimulgus europaeus), prundăraș de sărătură (Charadrius alexandrinus), erete de stuf (Circus aeruginosus), egretă mică (Egretta garzetta), sfrâncioc roșiatic (Lanius collurio), pescăruș-cu-cap-negru (Larus melanocephalus), gaia neagră (Milvus migrans), vultur pescar (Pandion haliaetus), chiră de baltă (Sterna hirundo), chiră mică (Sternula albifrons), chiră de mare (Thalasseus sandvicensis)

Pe lângă speciile protejate, pe teritoriul sitului au mai fost identificate 11 specii de plante, 3 specii de nevertebrate.